# Kehlinghausen
Kehlinghausen ist ein historischer Ortsteil der Stadt Wiehl im Oberbergischen Kreis des Regierungsbezirks Köln in Nordrhein-Westfalen. Er gehörte bis zum 30. Juni 1969 als Ortsteil zur Gemeinde Bielstein, kam durch die Eingemeindung Bielsteins zur Stadt Wiehl und ist 1975 vollständig in Bielstein aufgegangen.

## Lage
Kehlinghausen liegt im Homburger Ländchen, rund drei Kilometer nordwestlich des Stadtzentrums von Wiehl und acht Kilometer südwestlich von Gummersbach. Umliegende Ortschaften sind Oberbantenberg im Norden, Bomig im Nordosten, Alperbrück im Osten, Neuklef im Südosten, Hengstenberg, Linden und Mühlen im Süden, Damte im Südwesten, Kernort Bielstein im Westen.
Kehlinghausen liegt an der Landesstraße 336 zwischen Nümbrecht und Wiehl. Nördlich von Kehlinghausen liegt die Bundesautobahn 4.

## Geschichte
Kehlinghausen wurde erstmals im Jahr 1465 als Kelenkusen erstmals urkundlich erwähnt. Der Ort gehörte der Reichsherrschaft Homburg an. Im Jahr 1806 kam Kehlinghausen an das Großherzogtum Berg. Nach den Beschlüssen vom Wiener Kongress wurde Kehlinghausen schließlich preußisch, im Königreich Preußen gehörte die Ortschaft zunächst der Provinz Jülich-Kleve-Berg und ab 1822 der Rheinprovinz an. Ab 1825 lag Kehlinghausen im Kreis Gummersbach, der im Jahr 1932 im Oberbergischen Kreis aufging.
Verwaltungstechnisch gehörte Kehlinghausen zunächst zur Gemeinde Drabenderhöhe. Der Ort Bielstein entstand erst im Jahr 1902 durch den Zusammenschluss mehrerer zusammengewachsener Ortschaften, zu denen Kehlinghausen zu diesem Zeitpunkt noch nicht gehörte. 1960 wurde die Gemeinde Drabenderhöhe in Bielstein (Rheinland) umbenannt. Nach der Auflösung der Gemeinde Bielstein am 1. Juli 1969 wurde Kehlinghausen ein Ortsteil der Stadt Wiehl. 1975 ging das inzwischen mit Bielstein zusammengewachsene Kehlinghausen in der Ortslage Bielstein auf. Auf den Ort deutet heute ein Schild an der Landesstraße 336 in Fahrtrichtung Gummersbach hin.